# Anisodes acritophyrta
Anisodes acritophyrta är en fjärilsart som beskrevs av Reginald James West 1930.
Anisodes acritophyrta ingår i släktet Anisodes och familjen mätare. Inga underarter finns listade i Catalogue of Life.